# 云南省建水第一中学
23°37′02″N 102°49′06″E / 23.6172°N 102.8184°E
云南省建水第一中学（简称建水一中），位于中华人民共和国云南省建水县，是云南省一级一等普通高级中学。

## 沿革
1917年，建水县立中学建立，此后曾更名为云南省立临安中学、云南省建水中学。1953年，改名为云南省建水第一中学。1999年11月，红河州民族中学并入。
1994年，被认定为省一级三等完全中学，1998年，晋升为省一级二等完全中学，2006年，晋升为省一级一等学校。